# Halichoanolaimus unicus
Halichoanolaimus unicus is een rondwormensoort uit de familie van de Selachinematidae.